# Touba (Mali)
Touba és una població de Mali, capital de la comuna (municipi) de Duguwolowula al cercle de Banamba (regió de Koulikoro). La població del municipi segons el cens de 2008 era de 15.925 habitants.
Touba fou capital d'un almamy instal·lat per al-Hadjdj Umar després de 1861 que gaudia d'àmplia autonomia. A la mort d'Umar el 1864 la població bambara va mostrar diverses vegades la seva oposició als tuculors. Després de la conquesta de Ségou el 1890, l'almamy, que era soninke i lleial a Ahmadu de Ségou, va sotmetre voluntàriament el seu domini, anomenat Markadougou, a França, i en els següents anys els francesos van dominar efectivament el territori.